# Аруба на Светском првенству у атлетици на отвореном 2011.
Аруба је учествовала на 13. Светском првенству у атлетици на отвореном 2011. одржаном у Тегуу од 27-4. септембра. Репрезентацију Арубе представљало је двоје такмичара (1 мушкарац и 1 жене) који су се такмичили у две дисциплине (1 мушка и 1 женска). , 

На овом првенству Аруба није освојила ниједну медаљу. Постигнута су два најбоља резултата сезоне.

## Учесници
| Мушкарци: - Џеронимо Гоелое — 100 м | Жене: - Шариска Винтердал — Маратон |  |

## Резултати

### Мушкарци
| Атлетичар       | Дисциплина | Лични рекорд | Квалификације | Квалификације | Група    | Група      | Полуфинале           | Полуфинале           | Финале               | Финале       | Детаљи |
| Атлетичар       | Дисциплина | Лични рекорд | Резултат      | Место         | Резултат | Место      | Резултат             | Место                | Резултат             | Место        | Детаљи |
| --------------- | ---------- | ------------ | ------------- | ------------- | -------- | ---------- | -------------------- | -------------------- | -------------------- | ------------ | ------ |
| Џеронимо Гоелое | 100 м      | 10,27        | 10,73 РС      | 2. у гр. 3 КВ | 10,84    | 7. у гр. 2 | Није се квалификовао | Није се квалификовао | Није се квалификовао | 46 / 71 (73) |        |

### Жене
| Атлетичарка       | Дисциплина | Лични рекорд | Квалификације | Квалификације | Група    | Група | Полуфинале | Полуфинале | Финале     | Финале       | Детаљи |
| Атлетичарка       | Дисциплина | Лични рекорд | Резултат      | Место         | Резултат | Место | Резултат   | Место      | Резултат   | Место        | Детаљи |
| ----------------- | ---------- | ------------ | ------------- | ------------- | -------- | ----- | ---------- | ---------- | ---------- | ------------ | ------ |
| Шариска Винтердал | Маратон    | 3:42:11      |               |               |          |       |            |            | 3:49:49 РС | 44 / 44 (55) |        |

Легенда: НР = национални рекорд, ЛР= лични рекорд, РС = Рекорд сезоне (најбољи резултат у сезони до почетка првества), КВ = квалификован (испунио норму), кв = квалификова (према резултату)